# Lipnica (plaats in Polen)
Lipnica is een dorp in het Poolse woiwodschap Pommeren, in het district Bytowski. De plaats maakt deel uit van de gemeente Lipnica en telt 747 inwoners.